# Митрополія Безансон
Митрополія Безансон — митрополія римо-католицької церкви у Франції. Утворена в IV столітті. Включає архідієцезію та 5 дієцезій. Головною святинею є Безансонська катедра.